# محوطه سرکان
محوطه سرکان مربوط به دوران‌های تاریخی پس از اسلام است و در شهرستان چرداول، بخش مرکزی، روستای شباب واقع شده و این اثر در تاریخ ۹ اردیبهشت ۱۳۸۲ با شمارهٔ ثبت ۸۴۷۶ به‌عنوان یکی از آثار ملی ایران به ثبت رسیده است.